# Varhany Korandova sboru Českobratrské církve evangelické v Plzni
Varhany Korandova sboru jsou varhany v kostele Korandova sboru Českobratrské církve evangelické v Plzni na Anglickém nábřeží.

## Původní umístění a stav
Varhany v Korandově sboru byly se 17 rejstříky dokončeny v roce 1937 varhanářem Karlem Urbanem z Prahy.
Postaveny jím byly již v roce 1932, a tak zatím se 13 rejstříky sloužily v sále plzeňské Řemeslnické besedě, kterou sbor dočasně užíval k bohoslužebným účelům. Definitivní podobu získaly až po přenesení do nově dokončeného kostela postaveného jako komplex funkcionalistických budov v letech 1934–1938. Objekt sálu Řemeslnické besedy, který se kvůli stavbě nového kostela také účastnil směny pozemků a byl částečně ubourán a upraven, byl nakonec definitivně stržen až v roce 1958 na příkaz městského národního výboru, stejnojmenná tradiční restaurace (pohostinství) je však v provozu dodnes.

### Původní dispozice
| I. manuál C-g3 – 68 tónů | II. manuál C-g3 – 68 tónů | Pedál C-f1 – 42 tónů |
| Principál 8´             | Principál houslový 8´     | Violonbas 16´        |
| Flétna 8´                | Kryt jemný 8´             | Subbas 16´           |
| Gamba 8´                 | Aeolina 8´                | Kryt tichý 16´       |
| Salicionál 8´            | Vox coelestis 8´          | I/P                  |
| Klarinet labiální 8´     | Flétna příčná 4´          | II/P                 |
| Oktáva 4´                | Roh kamzičí 4´            | P 4´                 |
| Mixtura 2 2/3´           | Oboe 8´                   |                      |
| I 16´                    | II 16´                    |                      |
| I 4´                     | II 4´                     |                      |
| II/I 16´                 |                           |                      |
| II/I 8´                  |                           |                      |
| II/I 4´                  |                           |                      |
| Umlkač hry 8´ v I. man.  |                           |                      |

- Volná kombinace
- Ruční rejstříky k volné kombinaci
- Piano, Mezzoforte, Forte, Pleno
- Vypínač
- Piano-Pedal k II. manuálu
- Tremolo II. manuálu
- Válec
- Žaluzie II. manuálu
- Vypínač jazyků

pneumatická výpustková traktura

## Dnešní stav
Varhany byly přestavěny v letech 1955 a 1983. Přestavba v roce 1955 proběhla podle plánů dr. Jiřího Reinbergera, jejichž realizací byl pověřen varhanář Gerhard Schaller. Původní rejstříky byly zkráceny a přepracovány, neboť jejím cílem bylo imitování barokního zvuku. Při druhé přestavbě varhan v roce 1983 byla plzeňským varhanářem Jiřím Reindlem změněna původní pneumatická traktura na trakturu elektropneumatickou.

### Dnešní dispozice
| I. manuál C-g3 – 68 tónů               | II. manuál C-g3 – 68 tónů | Pedál C-f1 – 30 tónů |
| Principál 8´                           | Principál houslový 8´     | Subbas 16´           |
| Flétna 8´                              | Kryt jemný 8´             | Oktávbas 8´          |
| Salicionál 8´                          | Aeolina 8´                | Flétna chorálová 4´  |
| Oktáva 4´                              | Flétna příčná 4´          | I/P                  |
| Flétna otevřená 4´                     | Principál 2´              | II/P                 |
| Flétna lesní 2´                        | Kvinta špičatá 1 1/3´     | I/P 4´               |
| Sesquialtera 1 1/3´+ 4/5´ (neobsazeno) | Akuta 1´ 4nás.            |                      |
| Mixtura 1 1/3´ 3-5nás.                 | Hoboj 8´                  |                      |
| I 16´                                  | II 16´                    |                      |
| I 4´                                   | II 4´                     |                      |
| II/I 16´                               |                           |                      |
| II/I 8´                                |                           |                      |
| II/I 4´                                |                           |                      |

- 2 volné kombinace
- Pleno, Tutti
- Vypínač
- Tremolo II.manuálu
- Válec (nefunkční)
- Ruční rejstříky do kombinací
- Vypínač jazyků

elektropneumatická traktura
Plánuje se však restaurování varhan do původního stavu z roku 1937.